# 比拉列尔
比拉列尔，是西班牙加泰罗尼亚莱里达省的一个市镇。 总面积59平方公里，总人口560人（2001年），人口密度9人/平方公里。